# Edgardo Simón
Edgardo Simón (né le 16 décembre 1974) est un coureur cycliste argentin. Il a notamment remporté la première édition de l'UCI America Tour.

## Palmarès sur route

### Par années
- 1997
  - Vuelta al Valle
- 1999
  - Prologue du Tour d'Argentine
- 2000
  -  Champion d'Argentine du contre-la-montre
  - Tour de Mendoza
- 2001
  -  Champion d'Argentine du contre-la-montre
  - Tour de San Juan
  - Doble Bragado :
    - Classement général
    - 3e et 5e (contre-la-montre) étapes

  - Vuelta del Este
  - Tour de Mendoza
  - Criterium de Apertura
  - 2e du championnat d'Argentine sur route
- 2002
  - Tour de San Juan
  - Vuelta por un Chile Líder :
    - Classement général
    - 7e étape

  - Prologue et 4e étape du Tour du Chili
  -  Médaillé d'or de la course en ligne aux Jeux sud-américains
  - 3e du Tour du Chili
- 2003
  - 7e et 9e étapes du Tour de San Juan
  - Prologue, 1re, 3eb (contre-la-montre) et 8e étapes du Tour du Chili
  - 5e étape de la Vuelta al Valle
- 2004
  - 9e étape du Tour de San Juan
  - Vuelta por un Chile Líder :
    - Classement général
    - Prologue, 4ea (contre-la-montre par équipes) et 5e étapes

  - 4eb, 6ea (contre-la-montre), 8e étapes du Tour du Chili
  - 1re et 6e étapes du Tour du Guatemala
  - 2e du Criterium de Apertura
  - 3e du Tour de San Juan
- 2005
  - UCI America Tour
  -  Champion panaméricain du contre-la-montre
  - 5e étape du Tour de San Juan (contre-la-montre)
  - 2e étape de la Ascensión a los Nevados de Chillán (contre-la-montre)
  - Vuelta por un Chile Líder :
    - Classement général
    - 2ea (contre-la-montre par équipes), 3e, 4eb (contre-la-montre) et 6e étapes

  - Tour du Chili :
    - Classement général
    - Prologue, 1reb (contre-la-montre) et 4e étapes

  - 2e de la Ascensión a los Nevados de Chillán
- 2006
  - 2e étape du Tour de Mendoza
  - Prologue de la Vuelta por un Chile Líder
- 2007
  - 6e étape de la Rutas de América
  - Prologue, 4e, 5e et 6e étapes de la Vuelta por un Chile Líder
- 2008
  - 10e étape du Tour d'Uruguay
  - 1re, 2e et 4e étapes du Tour de l'État de Sao Paulo
  - 3e et 4e étapes du Tour de Bolivie
  - 3e du championnat d'Argentine sur route
- 2009
  - 5e étape du Tour de San Juan
  - 3e et 4e étapes du Tour de Gravataí
  - 1re étape du Tour de Santa Catarina
  - Prologue, 1re et 2e étapes du Tour de Bolivie
- 2010
  - 3e étape du Tour de Santa Catarina
  - Copa Cidade Canção
  - Volta do Grande ABCD
  - 1re et 7e étapes du Tour du Brésil-Tour de l'État de Sao Paulo
  - 2e de la Copa América de Ciclismo
  - 2e du Tour du Paraná
- 2011
  - 1re étape du Tour de Rio
  - 2e de la Prova Ciclística 9 de Julho
- 2012
  - 2e étape du Tour d'Uruguay
  - 1re et 2e étapes du Tour de Rio
  - 4e étape du Tour du Brésil-Tour de l'État de Sao Paulo
  - 3e du Tour d'Uruguay

### Classements mondiaux
| Année            | 2005  | 2006  | 2007 | 2008 | 2009 | 2010 | 2011 | 2012 | 2013 |
| ---------------- | ----- | ----- | ---- | ---- | ---- | ---- | ---- | ---- | ---- |
| UCI America Tour | 1er   | 47e   | 43e  | 43e  | 22e  | 13e  | 37e  | 5e   | 174e |
| UCI Europe Tour  | 1192e | 1078e |      |      |      |      |      |      |      |

## Palmarès sur piste

### Jeux olympiques
- Atlanta 1996
  - 14e de la poursuite par équipes (éliminé au tour qualificatif)[12].
- Sydney 2000 :
  - 9e de la poursuite par équipes (éliminé au tour qualificatif)[13].

### Championnats du monde
- Berlin 1999
  - 13e de la poursuite par équipes[14].
- Manchester 2000
  -  Médaillé de bronze de l'américaine (avec Juan Esteban Curuchet)[15].
- Copenhague 2002
  -  Médaillé de bronze de l'américaine (avec Juan Esteban Curuchet)[16].
  - 19e de la poursuite individuelle[17].
- Melbourne 2004
  - 15e de la poursuite par équipes[18].

### Jeux panaméricains
- Saint-Domingue 2003
  -  Médaillé d'or de la poursuite individuelle
  -  Médaillé d'argent de la poursuite par équipes

### Championnats panaméricains
- Curicó-Talca 1994
  -  Champion panaméricain de poursuite par équipes (avec Walter Pérez, Ángel Darío Colla et Sergio Giovachini)
  -  Médaillé d'argent de l'élimination
- Medellín 2001
  -  Champion panaméricain de poursuite individuelle
  -  Médaillé d'argent de la poursuite par équipes
- Mar del Plata 2005
  -  Champion panaméricain de poursuite individuelle
  -  Médaillé d'argent de la poursuite par équipes
- Montevideo 2008
  -  Médaillé de bronze de la poursuite par équipes

### Jeux sud-américains
- Province de Buenos Aires 2006
  -  Médaillé de bronze de la poursuite par équipes[19]
  -  Médaillé de bronze de la course aux points[19]
- Medellín 2010
  -  Médaillé de bronze de la poursuite par équipes

### Championnats nationaux
- 1995
  -  Champion d'Argentine de poursuite

- 1996
  -  Champion d'Argentine de poursuite

- 1997
  -  Champion d'Argentine de poursuite

- 1998
  -  Champion d'Argentine de poursuite

- 1999
  -  Champion d'Argentine de poursuite

- 2000
  -  Champion d'Argentine de poursuite

- 2001
  -  Champion d'Argentine de poursuite
  -  Champion d'Argentine de course aux points